# Telerig van Bulgarije
Telerig was tussen 768 en 777 khan van Bulgarije.

## Context
Aan de Byzantijns-Bulgaarse oorlogen was er nog helemaal geen eind gekomen. In 774 stonden de beide partijen terug tegenover elkaar in de Slag bij Litosoria. Opnieuw moesten de Bulgaren het onderspit delven. De Byzantijnen hadden een grotere troepenmacht en hun spionnen leverden gedegen inlichtingen.
In 775 stierf keizer Constantijn V Kopronymos en werd opgevolgd door zijn zoon Leo IV. Er kwam een dooi in de relatie. In de onderhandelingen die volgden huwde Telerig een Byzantijnse prinses.